# 요시무라 고지
요시무라 고지(일본어: 吉村 光示, 1976년 4월 13일 ~ )는 일본의 전 축구 선수이다.

## 구단 경력
과거 산프레체 히로시마, 비셀 고베, 오이타 트리니타, 아비스파 후쿠오카, 요코하마 F. 마리노스, FC 기후에서 활동하였다.